# 日本航空の航空事故およびインシデント
日本航空の航空事故およびインシデント（にほんこうくうのこうくうじこおよびインシデント）は、日本航空（日航、JAL）が関係する航空事故およびオーバーランなどの重大なインシデントの一覧である。ジェイエアなどグループ企業の事故・インシデントも対象に含むが、日本航空に吸収合併された日本エアシステム（JAS）が起こした航空事故については、「日本エアシステムの航空事故およびインシデント」を参照。また、日本航空が遭遇したハイジャック事件については、「日本航空ハイジャック事件」を参照。なお、社名については事故当時の名称とする。

## 1950年代

### 日本航空もく星号墜落事故

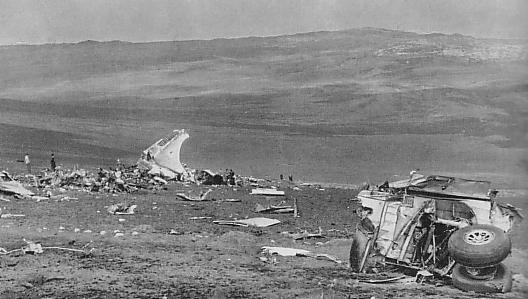
墜落したもく星号

1952年（昭和27年）4月9日、日本航空301便もく星号マーチン2-0-2（N93043）が伊豆大島の三原山御神火茶屋付近に墜落し、乗員乗客37名の全員が死亡した。ボイスレコーダー、フライトレコーダーともに搭載されていなかったこともあり、事故原因は不明。

### 日本航空雲仙号不時着事故
1957年（昭和32年）9月30日、日本航空108便雲仙号ダグラス DC-4B（JA6011）が伊丹空港を離陸後間もなく、当該機のエンジン4発のうち3発が不調となり、空港から南約1キロメートルの豊中市付近の耕作地に不時着して炎上した。乗客51名乗員4名のうち5名が重軽傷を負った。

## 1960年代

### 日本航空羽田空港オーバーラン事故
1961年（昭和36年）4月24日、サンフランシスコ発羽田行きとして運航中のダグラス DC-8-32（JA8003、箱根号）が羽田空港に着陸したところ滑走路を30メートルオーバーランし、排水溝に突っ込み、機首や左主翼、胴体下部、車輪などを破損し中破した。滑走路路面が雨で濡れており、着陸後の制動に失敗したためであった。
本機は、事故後、修復工事およびエンジン換装や航続距離アップなどの改造が行われ、形式名がDC-8-53に変更された。また日本航空は事故のゲン直しのため、1963年2月に機体記号をJA8008として登記し、愛称を松島号に改称した。事故で機体記号と愛称を変更した初めてのケースであった。

### 日本航空伊丹空港胴体着陸事故
1962年（昭和37年）4月10日、伊丹空港に着陸しようとしていたダグラス DC-4（JA6003、榛名号）が接地時に脚の固定が外れ胴体着陸となった。

### 日本航空沖縄上空エンジン脱落事故
1963年（昭和38年）12月30日、沖縄上空で訓練中のDC-8がフラットスピンに陥り、第1エンジンと第4エンジンが脱落、さらに電気系統も停止した。訓練機は緊急事態を宣言し、那覇空港へ緊急着陸した。

### 日本航空壱岐空港墜落事故
1965年（昭和40年）2月27日、日本航空のコンベア880-22M（JA8023, KAEDE）が、壱岐空港でタッチアンドゴーの訓練中、操縦ミスにより主脚を滑走路末端に引っ掛け墜落した。機体は大破炎上し全損となり、乗員6名中2名が重傷を負った。

### 日本航空オークランド空港緊急着陸事故
1965年（昭和40年）12月25日、DC-8-33（JA8006, KAMAKURA）が、813便としてアメリカのサンフランシスコから羽田に向けて離陸して間もなく第1エンジンが爆発炎上し、対岸のオークランド空港に緊急着陸した。負傷者はいなかった。定期点検の際に低圧圧縮機のトルクリングの取り付け方が悪く、エンジン構造が分解して爆発したものとされた。

### 日本航空羽田空港墜落事故
1966年（昭和41年）8月26日、コンベア880-22M（JA8030、銀座号）が羽田空港でワン・エンジン・クリティカル・カット・アウト（離陸時風下外側一発故障停止）の訓練中、急激な片滑りから滑走路を逸脱し、降着装置が破壊され墜落炎上し全損となり、乗員4名および運輸省航空局係官1名の全員が死亡した。

### 日本航空仙台訓練所不時着事故
1967年（昭和42年）7月2日、仙台訓練所でタッチアンドゴーの訓練中だった日本航空のビーチクラフトH18が、操縦ミスにより水田に不時着し、訓練生4名が負傷した。

### 日本航空最上川墜落事故
1967年（昭和42年）10月5日、山形空港付近の最上川で、低空にて訓練中の日本航空のビーチクラフトH18が、最上川に張ってあった渡し舟誘導用のロープに主脚を引っ掛け墜落した。これにより乗員4名の全員が死亡した。

### 日本航空サンフランシスコ湾着水事故
1968年（昭和43年）11月22日、DC-8-62 (JA8032, SHIGA) が、サンフランシスコへの着陸降下中、オートパイロットの不適正な操作のため所定の飛行方式から逸脱し、空港から5キロメートル離れたサンフランシスコ湾上に着水した。けが人はいなかった。

### 日本航空伊丹空港オーバーラン事故
1969年（昭和44年）4月4日、台北発伊丹行きのコンベア880-22M（JA8027, SUMIRE）が、伊丹空港着陸時にオーバーランし、乗客2名が負傷した。

### 日本航空モーゼスレイク墜落事故
1969年（昭和44年）6月24日、コンベア880-22M（JA8028, KIKYO）が、アメリカのモーゼスレイクにあるグラントカウンティ空港でワン・エンジン・クリティカル・カット・アウトの訓練中、急激な片滑りから滑走路を逸脱し、わずかに離陸したもののバランスを崩したまま墜落炎上し、搭乗員5名中3名が死亡した。
1966年の羽田空港事故と全く同じ態様であり、操縦ミスが主因とされたが、コンベア880固有の問題の他にマイクロバースト原因説も挙げられた。

## 1970年代

### 日本航空サンディエゴ墜落事故
1970年（昭和45年）10月13日、サンディエゴのサン・ミゲルPSA訓練所でパイパーPA-23アズテックによる訓練を行っていた日本航空の訓練機が、訓練中にスピンをおこして操縦不能となり墜落、搭乗していた訓練生が死亡した。

### 日本航空羽田空港暴走事故

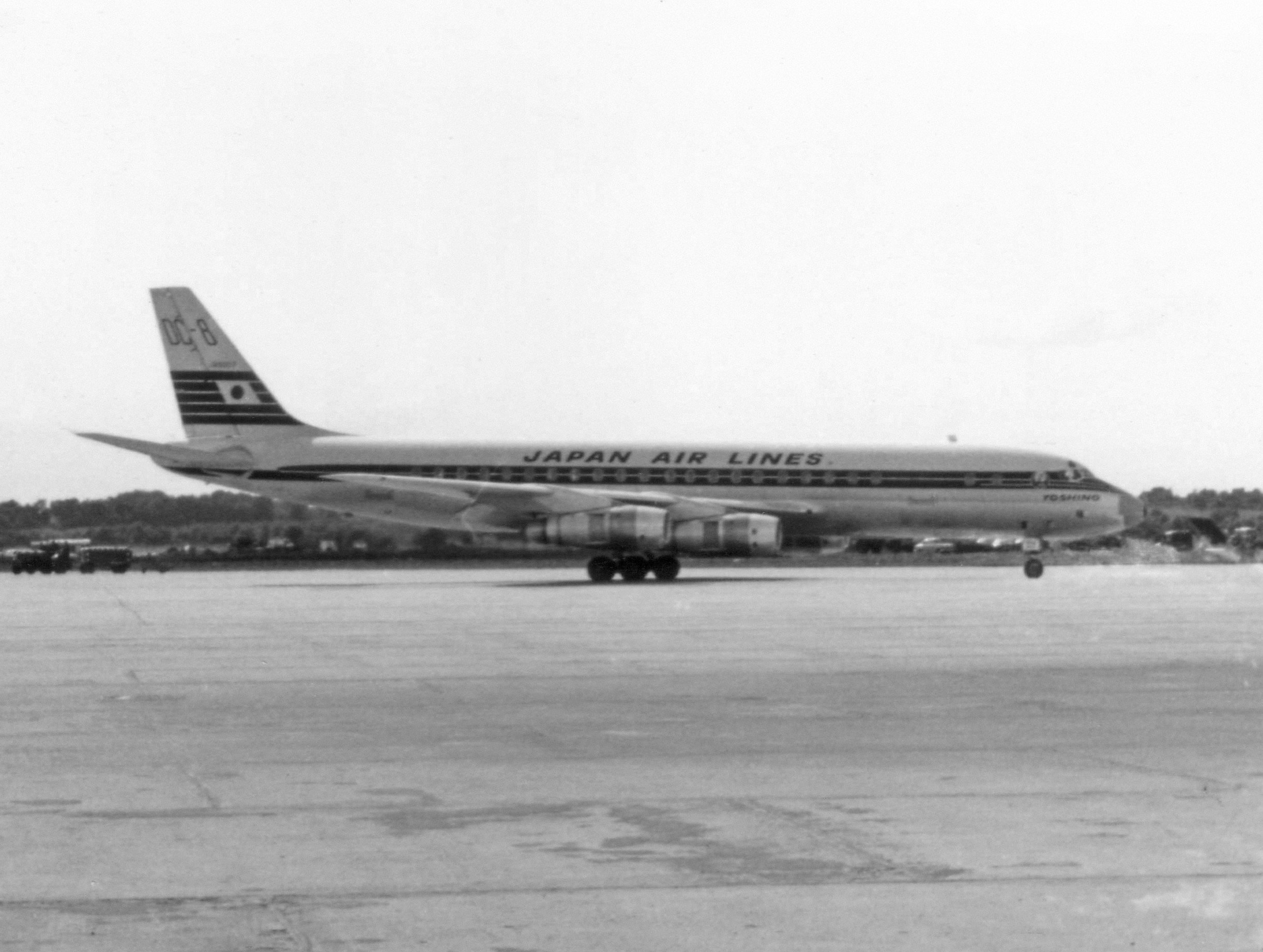
ダグラスDC-8-53（事故機の同型機）

1972年（昭和47年）5月15日、羽田発福岡行きのダグラス DC-8-61（JA8046）が、羽田空港を離陸中に滑走路端から2000フィート付近で滑走路を逸脱し、横向きのまま約300メートル芝生上を暴走した。暴走中に脚やすべてのエンジンが損壊・脱落したほか、再び滑走路上に機体を乗り上げた際に第4エンジン取付け部付近から出火した。16名が重軽傷を負った。
原因は、雨のため滑りやすくなっていた滑走路でこれに正対しないまま離陸滑走を始めたこと、航空機の偏向の初動を発見するのが遅れたこと、さらに偏向修正のためのステアリングとパワーの使用操作が適切でなかったことによる。
なお事故機は修復され、その後も長らく日本航空で使用されて、1987年（昭和62年）12月31日、日本航空におけるDC-8として最後の営業飛行を行っている。

### 日本航空ニューデリー墜落事故
1972年（昭和47年）6月14日、日本航空471便DC-8-53（JA8012）が、ニューデリーのパラム空港への着陸進入中に空港の約24キロメートル手前のジャムナ河畔に墜落。乗員乗客89名中86名と地上の工事作業員4名が死亡した。

### 日本航空金浦空港暴走事故
1972年（昭和47年）9月7日、ソウル発大阪行きの日本航空962便DC-8-62が、金浦空港で離陸滑走開始直後に滑走路を右に逸脱、タイヤをバーストさせて停止した。乗員9名乗客101名にけがはなかった。
原因は、機長が運航規定を守らずに速度を超過したまま誘導路から滑走路へ進入、機体が滑走路に正対しないまま離陸滑走を始めたことによる。

### 日本航空ボンベイ空港誤認着陸事故
1972年（昭和47年）9月24日、日本航空412便DC-8-53（JA8013）が、ボンベイのサンタクルズ国際空港へ着陸進入の際、誤って約3.7キロメートル手前にある小型機専用のジュフ空港に着陸し、滑走路を逸走して大破した。乗員2名と乗客9名の計11名が負傷した。

### 日本航空シェレメーチエヴォ墜落事故
1972年（昭和47年）11月29日、日本航空446便DC-8-62（JA8040）が、モスクワのシェレメーチエヴォ国際空港を離陸直後にエンジンから出火、失速し墜落した。乗員乗客76名中62名が死亡した。

### 日本航空機集団食中毒事件
1975年2月3日、羽田空港からコペンハーゲン空港を経由してシャルル・ド・ゴール国際空港へ向かっていた日本航空のボーイング747の機内で集団食中毒が発生した。これにより乗員乗客364人中197人が症状を訴え、うち144人が入院した。原因は朝食として配膳されたオムレツを扱ったコックの手がブドウ球菌に汚染されていたことだった。この事件は、民間航空機史上最大の集団食中毒である。

### 日本航空アンカレッジ空港胴体着陸事故
1975年（昭和50年）11月2日、羽田発ハンブルク行きのボーイング747-100Aが、アンカレッジ国際空港へ着陸時に、前脚が引っ込んだまま着陸し機体を損傷した。乗員乗客にけがはなかった。

### 日本航空アンカレッジ空港滑落事故

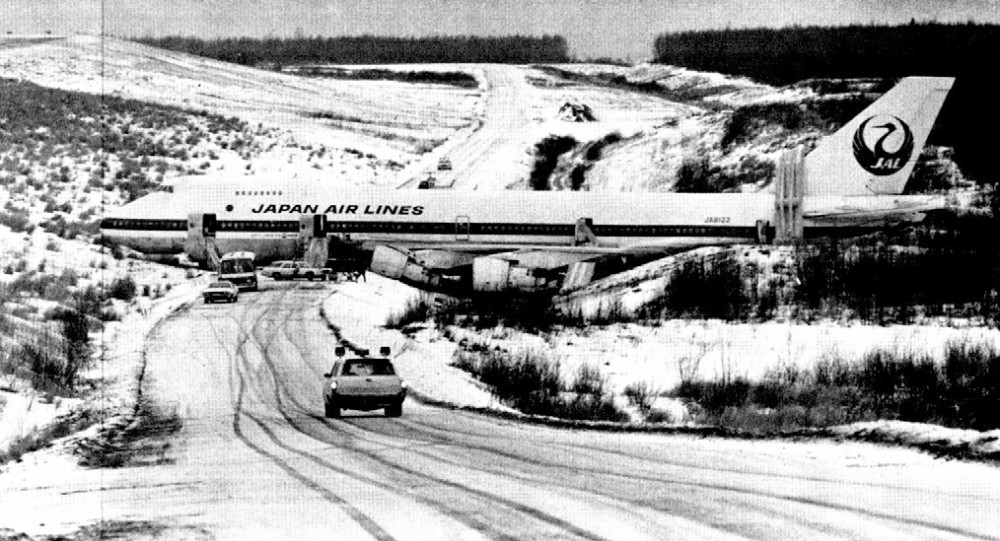
滑落した422便

1975年（昭和50年）12月16日、日本航空422便アンカレッジ発東京行きのボーイング747-246B（JA8122）が、誘導路の北側に逸脱し平均傾斜13度の積雪の土手を滑落し停止。乗客乗員2名が重傷となり、9名が軽傷となった。
当該機は現地で修理が行われ、路線復帰を果たした。
原因は誘導路の凍結と強い横風のためだが、空港管理者の凍結への対策が不十分であったことと、羽田空港の着陸制限時間内に到着するスケジュールを優先した機長の不適切な判断があったとしている。
後に発生した日本航空123便事故は当該機の修理を行ったボーイングの修理チームを日本航空が指名してJA8119号機の尻もち事故の修理に従事させ、ボーイングの修理チームを盲信した事も絡んでいる。

### 日本航空アンカレッジ墜落事故
1977年（昭和52年）1月13日、日本航空の貨物便8054便DC-8-62AF（JA8054）がアンカレッジ国際空港を離陸直後に墜落炎上し、乗員5名の全員が死亡した。機体に氷着があったのに加え、飲酒していた機長が離陸直後に操縦ミスを犯したため。他のクルーが泥酔した機長に操縦をやめさせなかったことも問題であると指摘されている。

### 日本航空クアラルンプール墜落事故
1977年（昭和52年）9月27日、日本航空715便DC-8-62（JA8051）が、悪天候の中クアラルンプール国際空港に着陸進入中、空港手前7.7キロメートル付近にある標高約80メートルのゴム園の丘に墜落した。搭乗員78名中34名が死亡した。悪天候により航路を見失ったことが原因とされる。

### 日本航空115便しりもち事故
1978年（昭和53年）6月2日、日本航空115便ボーイング747SR-46（JA8119）が、伊丹空港に着陸する際に機体尾部を滑走路面に接触。乗客3名が重軽傷を負った。原因は接地時における返し操作が適切でなかったため。この事故による機体の不適切な修理が原因の一つとなって、1985年に日本航空123便墜落事故が発生した。

## 1980年代

### 日本航空羽田空港沖墜落事故
1982年（昭和57年）2月9日、福岡発羽田行きの日本航空350便マクドネル・ダグラス DC-8-61（JA8061）が、羽田空港への着陸進入中に突然失速して滑走路沖の東京湾に墜落した。乗員乗客174名中、乗客24名が死亡した。機長が着陸直前に逆噴射をするなどの異常操作が原因であった。

### 南西航空石垣空港オーバーラン事故
1982年（昭和57年）8月26日、南西航空611便ボーイング737-200（JA8444）が（旧）石垣空港への着陸時にオーバーランして滑走路終端付近の雑木林に突入、乗員乗客の降機後に爆発炎上。乗員乗客のうち3人が負傷。着陸進入中の操縦士が適切な制動操作を行わなかったのが原因とされる。同空港は滑走路が短いものの暫定的にジェット機が就航していたが、この事故などを機に空港の改築または新空港の建設への議論が高まった。

### 日本航空上海空港オーバーラン事故
1982年（昭和57年）9月17日、上海から成田に向かっていたDC-8-61（JA8048）が、離陸直後に主翼にとりつけられていた部品が爆発し油圧系統に損傷を受けたため、離陸したばかりの上海虹橋国際空港へ緊急着陸した。だが、油圧系統故障のためにフラップが充分に出せなかったため、オーバーランし空港脇の土手に機体を激突させ中破した。乗員乗客124名のうち18名が重傷、29名が軽傷を負った。
なお、事故機は日本航空のDC-8の事故抹消7番目かつ最後の機体となった。この年の日本航空にとって4件目の重大事故であり、社会的批判を受けた。この機材は現地で登録抹消となったが、損傷箇所は修理され、1986年より上海市の『上海航宇科普中心』にて展示されている。

### 日本航空123便墜落事故
1985年（昭和60年）8月12日、羽田空港発伊丹空港行きの日本航空123便ボーイング747SR-100（JA8119）が羽田から離陸して12分後、伊豆半島上空付近で操縦不能に陥り、そこから32分間の迷走飛行の末、群馬県多野郡上野村の御巣鷹山の尾根に墜落した。搭乗員524名中520名が死亡した。旅客機の単独機事故としては、世界でも最大の犠牲者数を出した事故である。「日本航空123便」という便名は、1985年9月1日のダイヤ改正以降欠番とされ、後に対となる「日本航空122便」も欠番扱いになった。

### 日本航空仙台空港擱座(かくざ)事故
1985年（昭和60年）12月3日、連続離着陸訓練中のパイパー PA-23-250（JA5259）が、接地後の滑走中に前脚が引っ込んだため、そのまま400メートル滑走した後停止、機体は中破した。原因は、機長が前脚のロックを確認せずに着陸したためとされた。

## 1990年代

### 日本航空46E便
1993年（平成5年）3月31日、アンカレッジ発シカゴ行きの日本航空46E貨物便ボーイング747-121（N473EV、エバーグリーン航空からのリース機）が、アンカレッジ国際空港を離陸直後に乱気流に遭遇。設計限度以上の負荷がかかり、第2エンジンが脱落。パイロットが緊急事態を宣言し、アンカレッジ国際空港へ引き返した。

### 日本航空MD11機乱高下事故
1997年（平成9年）6月8日、香港発名古屋行きの日本航空706便マクドネル・ダグラス MD-11（JA8580、エトピリカ号）が、名古屋空港への着陸進入中、志摩半島上空で自動操縦が外れた際に急激に機首が跳ね上がり機体が乱高下した。乗員乗客180名中12名が重軽傷を負い、重傷の客室乗務員1名が1年8か月後に多臓器不全で死亡したため、人身死亡事故となった。運輸省航空事故調査委員会の報告書は、機長の操縦ミスを原因と推定したが、刑事裁判においては機長の刑事責任はないとされた。

### 日本トランスオーシャン航空022便
1998年（平成10年）11月14日、宮古発羽田行きの日本トランスオーシャン航空022便ボーイング737-200（JA8528）が、新島VORTACの西南約100キロメートル上空で急激な機体の動揺に襲われ、乗客1名と客室乗務員1名が重傷を負い、乗客2名と客室乗務員1名が軽傷を負った。
原因は、先行機のストロボ・ライトが急速に左右に離れたため航空機が急接近していると副操縦士が判断し、とっさに回避動作を取ったためであるが、機長は計器を見ていてこの灯火を視認していない。乗客1名が事故発生直後に窓から反対方向に飛ぶ飛行機を視認していたが、管制機関等の情報ではその存在を解明できなかった。

## 2000年代

### 日本航空機駿河湾上空ニアミス事故
2001年（平成13年）1月31日、羽田発那覇行きの日本航空907便ボーイング747-400D（JA8904）と、釜山発成田行きの日本航空958便マクドネル・ダグラス DC-10（JA8546）が駿河湾上で異常接近し、衝突回避動作をとった907便で重軽傷者100名を出した事故。衝突こそ免れたものの、航空管制官の複数のミスと、TCASの指示より管制指示（国土交通大臣の命令）を優先した機長の判断ミスが原因。これを機にTCASと管制指示が相反した場合の優先順位が明文化された。

### 日本航空356便
2002年（平成14年）10月21日、福岡発羽田行きの日本航空356便ボーイング747-400D（JA8903）が、静岡県浜松市付近の海上上空にてウインドシアに巻き込まれ、乗客3名と客室乗務員1名が重傷、乗客18名と客室乗務員11名が軽傷を負い、また機体の一部が損傷した。事故原因として、ウインドシアに遭遇した際の操縦特性を体得する機会がなかったことが挙げられている。

### 日本航空322便
2003年（平成15年）6月7日、福岡空港から関西国際空港に向かう予定の日本航空322便ボーイング767-300（JA8980）が、福岡空港の滑走路に向けてタキシング中、停止位置標識で止まるために急ブレーキをかけた。客室乗務員1名が重傷、3名が軽傷を負った。

### 日本航空2408便
2004年（平成16年）9月23日、鹿児島発伊丹行きの日本航空2408便マクドネル・ダグラス MD-90-30（JA002D）が、伊丹空港へ向けて降下中、タービュランスに巻き込まれた。その際、通路にあったカート上のコーヒーポットが倒れて乗客に掛かるなどして、3名が重軽傷となった。事故調査報告書によると、原因は運航乗務員による気象レーダーの活用が不十分だったために積乱雲を回避できなかったこととしている。

### 日本航空1002便
2005年（平成17年）6月15日、新千歳発羽田行きの日本航空1002便ボーイング767-300（JA8986）が、羽田空港へ着陸した際、前脚が破損し滑走路上で自走不能となった。この衝撃で機体が小破し、乗客17名が軽傷を負った。原因は着陸時の操縦桿の操作ミスにより前脚に過大な加重がかかったため。

### JALウェイズ58便エンジン爆発事故
2005年（平成17年）8月12日、福岡発ホノルル行きのJALウェイズ58便DC-10（JA8545）が、福岡空港を離陸直後に左エンジンから出火した。落下物により5名が軽いやけどを負った。

### 日本エアコミューター2345便
2007年（平成19年）12月18日、出雲空港に着陸した日本エアコミューター2345便サーブ 340B（JA001C）が、滑走路右側に逸脱し前脚を破損しエプロン上で停止した。機体は小破したが乗客乗員に負傷者はなかった。原因は、接地前に行ったパワーレバー操作によって左プロペラがフェザー状態となり機首が偏向したが、これに応じる適切な操縦操作をしなかったためである。

### 日本航空502便、日本航空2503便
2008年（平成20年）2月16日、新千歳空港へ着陸した大阪発の日本航空2503便マクドネル・ダグラス MD-90-30（JA8020）が滑走路から出る前に、東京行きの日本航空502便ボーイング747-400D（JA8904）が許可を得ていないにもかかわらず離陸滑走を開始した。管制官の指示により502便は離陸中止を行い、両機の乗員乗客572人は無事だった。原因は、管制官が通常使用しない語句を含む指示を502便に対して出し、パイロットが指示内容を誤読したためだとされた。

### 日本エアコミューター2400便、JALエクスプレス2200便
2009年（平成21年）7月23日、大阪国際空港への着陸許可を受けた鹿児島発大阪行きの日本エアコミューター2400便デ・ハビランド・カナダ DHC-8-402（JA844C）が滑走路32Rへ進入中であった9時9分ごろ、先に大阪国際空港に着陸し駐機場に向かっていた仙台発のJALエクスプレス2200便ダグラス DC-9-81（JA8499）が同滑走路を横切った。管制官の指示により2400便が復行したため事なきを得たが、重大インシデントと指定された。原因は、2200便の運行乗務員が滑走路手前での待機指示を聞き間違えた上、管制官も復唱の誤りに気づかずそのまま滑走路に進入したためである。

## 2010年代

### 日本航空3538便
2010年（平成22年）8月15日16時10分頃、仙台発福岡行の日本航空3538便（マクドネル・ダグラス MD-90-30、JA002D）が仙台空港を離陸直後に、第2エンジンの油圧が低下し火災発生を知らせる警報が作動した。運航乗務員は緊急事態を宣言してエンジンを停止し、消火作業を行ったのちに仙台空港へ緊急着陸した。けが人はいなかった。運輸安全委員会は航空重大インシデントとして調査していたが、エンジン部品の疲労破壊が原因であると公表した。乗員乗客106名に怪我はなかった。

### 日本航空3530便・日本エアコミューター3626便・日本エアコミューター3635便
2010年（平成22年）12月26日11時34分頃、仙台発福岡行の日本航空3530便（JALエクスプレス(JEX)運航、ボーイング737-400、JA8998）は、管制の許可を受けて福岡空港へ進入した際、別の旅客機（福岡発釜山行のエアプサン141便（ボーイング737-400、HL7517））が滑走路に進入してきたため着陸復行した。その後、JEX機は再度管制より着陸許可を得て着陸し、双方の乗客乗員にけが人はなかった。JEX機は機内に急病人がいて、管制上の優先権を要請していた。運輸安全委員会が調査をしたところ本重大インシデントは、滑走路手前で待機するよう管制から指示されたエアプサン機の運航乗務員が同指示の一部を認識せず滑走路への進入許可を得たと誤認したこと、及び管制官がその復唱内容を確認しなかったことから出発機が滑走路に進入したため、既に管制官から着陸許可を受けていたJEX機が同じ滑走路に着陸を試みる状況となったことにより発生したものと考えられる、とした。
また2011年（平成23年）5月10日11時59分頃、宮崎発福岡行の日本エアコミューター(JAC)3626便（ボンバルディア DHC-8-Q400、JA844C）は、管制の許可を受けて福岡空港へ進入した際、別の旅客機（福岡発那覇行のANA487便（ボーイング767-300、JA602A））が離陸許可を受け滑走路に進入しようとしたため着陸復行した。その後、JAC機は再度管制より着陸許可を得て着陸し、双方の乗客乗員にけが人はなかった。運輸安全委員会が調査をしたところ本重大インシデントは、管制から着陸許可を受けたJAC機が福岡空港へ進入中、管制がANA機に対して離陸許可を発出し、ANA機が滑走路へ進入したため、既に着陸許可を受けていたJAC機が同じ滑走路に着陸を試みる状況となったことにより発生したものと推定される、とした。
さらに2012年（平成24年）7月8日17時42分頃、徳島から福岡へ向かっていた個人所有の小型機（セスナ 172RG、JA4178）は、管制の許可を受けて福岡空港へ進入した際、別の旅客機（福岡発宮崎行の日本エアコミューター（JAC）3635便（ボンバルディア DHC-8-Q400、JA847C））が離陸のため滑走路上で待機の指示を受け滑走路に進入したため着陸復行した。双方の乗客乗員にけが人はなかった。運輸安全委員会が調査をしたところ本重大インシデントは、管制から着陸許可を受けた小型機が福岡空港へ進入中、管制がJAC機に対して同滑走路上で待機するよう指示したため発生したものと推定される、とした。
このように1年の間に同一空港で類似したインシデントに3度巻き込まれたが、JALグループ側に非があるとされたものはなかった。

### 日本航空82便
2012年（平成24年）3月31日16時8分頃、上海虹橋発東京羽田行の日本航空82便（ボーイング777-200、JA701J）が東京国際空港への着陸時、滑走路への接地後に行った着陸復行の際に機体後部を滑走路に接触させたが、当該機は着陸復行の約27分後に着陸に成功した。けが人はいなかった。着陸後の調査の結果、機体には約11メートルの傷ができ、圧力隔壁もわずかだが変形していた。機体は中破とされ航空事故として取り扱われ、運輸安全委員会が調査したところ、機長がハードランディングを避けるため着陸復行を宣言した際、逆推力装置が操作中であったためエンジン出力の増加に時間がかかったこと、加えて着陸復行時の役割分担がはっきりせず、計器のモニタリングが不十分だったことも影響した可能性があると指摘している。

### 日本航空1471便
2012年（平成24年）10月20日19時42分頃、東京羽田発松山行の日本航空1471便（JALエクスプレス運航、ボーイング737-800、JA342J）が離陸上昇中、第1エンジンの出力が低下し排気ガス温度の上昇が見られたため東京国際空港に引き返した。けが人はいなかった。運輸安全委員会が調査したところ、エンジン内の高圧コンプレッサーのブレードが外枠に接触したため、エンジンの破損につながったと見られる。

### 日本エアコミューター3745便
2012年（平成24年）10月31日11時18分頃、鹿児島発屋久島行の日本エアコミューター（JAC）3745便（ボンバルディア DHC-8-Q400、JA849C）が屋久島空港へ着陸後滑走路を走行中、別のヘリコプター（屋久島から種子島へ向かうノエビアアビエーション機（ユーロコプターAS350B3、JA35BB））が離陸のため滑走路へ進入し、JAC機が滑走路を離脱する前に離陸した。双方の乗客乗員にけが人はなかった。運輸安全委員会が調査をしたところ本重大インシデントは、着陸したJAC機が滑走路から離脱していないにもかかわらず、滑走路に進入したノエビアアビエーション機が離陸したことにより発生したものである、とした。

### 日本航空877便
2012年（平成24年）11月26日14時54分頃、成田発上海浦東行きの日本航空877便（ボーイング767-300、JA610J）が、静岡県上空を飛行中に機体が激しく揺れ、席を離れていた乗客1人が右足首骨折の重傷を負った。大気の擾乱により局所的に発生したウインドシアに遭遇したものと考えられている。

### 日本航空2837便
2012年（平成24年）12月25日17時20分頃、新千歳発花巻行の日本航空2837便（ジェイエア運航、ボンバルディア CRJ200、JA202J）が、花巻空港での着陸滑走中にスリップし機体が緑地帯に突っ込んだ。けが人はいなかった。運輸安全委員会が調査をしたところ、当時は弱い雪が降り、滑走路が滑りやすい状態になっていたところに、機長が偏向を修正するためラダーペダルを急に踏み変えたために滑走路から逸脱したものとされた。

### 日本航空008便
2013年（平成25年）1月7日10時21分頃、成田発ボストン行きの日本航空008便ボーイング787-8（JA829J）がローガン国際空港に到着後、機内で火災が発生した。乗員乗客はすべて降機した後だったため死傷者はいなかったが、消火に当たった消防隊員1人が軽傷を負った。出火の原因は補助動力装置内にあるリチウムイオン電池のショートであった。

### 日本航空7便
2013年（平成25年）1月8日、ボストン発成田行きの日本航空7便ボーイング787-8（JA824J）が、ローガン国際空港でタキシング中、左翼付近から燃料が漏れ出していると空港管制官から連絡を受けたため、駐機場へ引き返した。また、同年1月13日にも成田にて当該機の燃料の抜き取り作業を行ったところ、左翼にある燃料放出ノズルより燃料が噴き出した。ともに異物の噛み込みや付着により、ボストンでは意図しない燃料移動が発生して通気孔から漏出、成田では燃料放出弁のスイッチが誤作動し弁が開の状態のままとなったために噴出したとしている。

### 日本航空2362便
2013年（平成25年）5月6日12時15分、大分からの日本航空2362便ボンバルディアCRJ200（JA206J）が伊丹空港に着陸後、エンジン火災の警報が出たため消火装置を作動させた。エンジン内部のナットが緩み燃料が漏れ、これがエンジンの熱で発火したと考えられている。

### 日本航空1252便
2014年（平成26年）4月29日9時45分、山形発羽田行きの日本航空1252便エンブラエル ERJ170-100（JA211J）が茨城県石岡市上空を飛行中、機体が上下左右に揺れて客室乗務員2名が重軽傷を負った。先行する航空機から強い後方乱気流を受けたために機体が動揺したと考えられている。

### 日本航空93便
2014年（平成26年）9月12日17時33分、羽田発ソウル行きの日本航空93便ボーイング767-300ER（JA654J）が飛行中に大きく揺れ、乗員7人が転倒して負傷した。対流雲により生じた気流の擾乱により機体が動揺したとされた。

### 日本航空455便
2015年（平成27年）4月5日10時58分、羽田発徳島行きの日本航空455便ボーイング767-300（JA8299）が徳島空港に着陸する際、滑走路に作業車両を視認したため着陸復行を行った。出発機の対応に気を取られていた航空管制員が、作業車両の存在を失念し455便に着陸を許可したことが原因。乗員乗客67名に怪我はなかった。

### 日本航空3512便
2016年（平成28年）2月23日15時10分頃、新千歳から福岡へ向かう予定の日本航空3512便ボーイング737-800（JA322J）が、新千歳空港の誘導路での出発待機中に機内で異臭が発生し、続けて右エンジンからの出火が確認された。乗客は脱出スライドより緊急脱出を行ったが、その際に乗客3人が重軽傷を負った。原因は強い降雪によりエンジン吸気部が着氷し、その結果エンジンオイルが漏れたためとされる。

### 日本航空646便
2016年（平成28年）11月10日、鹿児島発羽田行きの日本航空648便ボーイング767-300（JA658J）が離陸上昇中、客室乗務員が乗客に注意をしようとベルトを外したときに乱気流により機体が揺れたため、客室乗務員は転倒し負傷した。

### 日本航空006便
2017年（平成29年）9月5日11時頃、乗員乗客251名を乗せた羽田発ニューヨーク行きの日本航空006便ボーイング777-300ER（JA743J）が羽田空港34R滑走路を離陸滑走中、左エンジンに不具合が発生した。離陸した当該機は左エンジンを停止し燃料投棄を行った後、12時9分に羽田空港に緊急着陸した。その後の調査によりエンジン内のタービンブレードに損傷が見つかった。運輸安全委員会は重大インシデントとして調査を進めている。

### 日本航空632便
2018年（平成30年）5月24日15時55分頃、日本航空632便（熊本→羽田、ボーイング767-300, JA8980）が熊本空港を離陸直後に左エンジンに不具合が発生し、熊本空港に緊急着陸した。破損したエンジンから落下した部品により、地上の建物の窓ガラスが割れるなどの被害があった。運輸安全委員会は重大インシデントと認定し、調査を進めている。なお、2003年6月7日に#日本航空322便として事故を起こした同じ機体である。

### 日本航空514便
2018年（平成30年）6月24日15時57分頃、日本航空514便（新千歳→羽田、ボーイング777-300、JA8944）が仙台空港の北80kmを飛行中、機体の動揺により客室乗務員が転倒し、左足首を骨折する重傷を負った。運輸安全委員会は航空事故と認定し、調査を進めている。

### 日本航空740便
2019年（平成31年）2月1日7時10分頃、成田空港に着陸したデリー発のJAL740便ボーイング787-9（JA871J、乗客乗員201人）が、誘導路を走行した際、積雪の影響で前輪を左右に動かすことができなくなり立ち往生した。JALは「ブレーキを掛けたが、止まれなかった」と報告している。機体は車でけん引され、同9時半ごろ駐機場に到着。けがや体調不良を訴える人はいなかった。

## 2020年代

### 日本エアコミューター3830便
2020年（令和2年）1月8日8時28分頃、喜界発、奄美行の日本エアコミューター3830便（ATR 42-500、JA07JC）は、奄美空港に着陸した際に滑走路から逸脱し、自力走行できなくなった。同日国土交通省航空局は重大インシデントと認定し運輸安全委員会が調査をしたところ、同機が左からの横風を受けて着陸した際、接地直後からの左への偏向の修正が遅れたため、滑走路を逸脱して草地で停止し、自走不能となったと推定される、とした。

### 日本航空904便
2020年（令和2年）12月4日11時52分頃、那覇を離陸した東京羽田行日本航空904便（ボーイング777-200、JA8978（元JAS機材））の左エンジンに不具合が発生し、那覇空港へ引き返した。乗客乗員189人は全員無事であったが、左エンジンはカバーが脱落するなどの損傷を負ったほか、胴体左後方と左側の水平尾翼にも傷が見つかった。同日航空局は重大インシデントと認定し、運輸安全委員会が調査をした。ファンブレードの損傷が原因であったが、定期的な検査が不十分であったことが指摘された。
このエンジン（プラット・アンド・ホイットニー PW4000シリーズ）を搭載したボーイング777-200、777-200ER、777-300ではこのあともトラブルが相次ぎ、ユナイテッド航空328便エンジン事故を契機に米国連邦航空局（FAA）により運航停止処分となり、日航の同エンジン搭載機はそのまま退役していった。

### 日本航空3653便
2022年（令和4年）1月8日14時53分頃、福岡発、鹿児島行の日本航空3653便（日本エアコミューター運航、ATR 42-600、JA04JC）は管制の許可を受け鹿児島空港へ進入した際、新日本航空所属の訓練機（セスナ 172P、JA4061）が滑走路に進入してきたため着陸復行した。その後、コミューター機は再度管制より着陸許可を得て着陸し、双方の乗客乗員に怪我はなかった。同日航空局は重大インシデントと認定し、運輸安全委員会が調査をした。調査結果によると、コミューター機が着陸許可を受けて滑走路に進入中、滑走路手前での待機を指示されていた訓練機が滑走路に進入したことにより発生したものと認められる。滑走路手前での待機を指示された訓練機が滑走路に進入したことについては、訓練生が待機の指示を理解できないまま、自らの期待する滑走路進入の指示を受けたと推測したことによるものと推定される、とした。

### 日本航空2326便
2022年（令和4年）2月15日18時5分頃、但馬発、大阪伊丹行の日本航空2326便（日本エアコミューター運航、ATR 42-600、JA04JC）が巡行中、機体の動揺により乗客1人が腰椎圧迫骨折の重傷を負った。航空局は4月12日に航空事故と認定し運輸安全委員会が調査を進めている。

### 日本航空669便
2022年（令和4年）3月26日17時40分頃、東京羽田発、大分行の日本航空669便（ボーイング767-300ER、JA603J）が飛行中に機体が動揺し、客室乗務員1名が仙骨骨折の重傷を負った。航空局は3月28日に航空事故と認定し運輸安全委員会が調査をしたところ、この事故は、同機が予測することが困難な乱気流に遭遇し動揺したことにより、後方ギャレーで作業中の客室乗務員1名が浮揚して、体勢を崩した状態で転倒し、負傷したものと考えられる、との結論を得た。

### 日本トランスオーシャン航空036便
2022年（令和4年）10月3日12時50分頃、那覇発、小松行の日本トランスオーシャン航空036便（ボーイング737-800、JA07RK）が巡航中、機体が横方向に大きく動揺し、客室乗務員1名が右母趾種子骨（足親指の付け根）骨折の重傷を負った。同年10月7日に航空事故に認定され運輸安全委員会が調査をしたところ、この事故は、巡航中機体が横方向に大きく動揺しため、客室後方通路に立っていた客室乗務員の右足裏に大きな荷重がかかり、重傷を負ったものと推定される。機体が横方向に動揺したことについては、運航乗務員が事前に確認した気象資料では予想されていなかった局所的な風速の変化が生じていた空域を飛行したことによるものと考えられる、とした。

### 日本航空3760便
2022年（令和4年）11月7日9時45分頃、種子島発、鹿児島行の日本航空3760便（日本エアコミューター運航、ATR 72-200、JA06JC）が、鹿児島空港着陸時に乗客1人が腰椎圧迫骨折の重傷を負った。11月18日に航空局より航空事故と認定され、運輸安全委員会は調査をしたところ、この事故は、乗客の負傷に、着陸時の気象、操縦操作、機体が関与した要因はなかったものと推定される。負傷した乗客については、第2腰椎圧迫骨折の既往歴があること、ふだんから着用している同部位をサポートする腰ベルトを着用していなかったこと、着陸時に眠っていて、着陸の衝撃に備える姿勢がとられなかったことが、第2腰椎圧迫骨折に関与した可能性が考えられる、とした。

### ジェットスター・ジャパン501便
2023年（令和5年）1月7日7時51分頃、成田発、福岡行のジェットスター・ジャパン501便（エアバスA320-200、JA14JJ）は巡航中、爆破予告があった旨会社から無線連絡を受けたため中部国際空港へと目的地を変更し着陸、誘導路上で停止した後非常用脱出スライドで機外へと避難した。当初は航空事故に認定されなかったが、後に脱出の際に怪我をした乗客がいたことが判明し、2月10日に航空事故の認定がなされ、運輸安全委員会で調査された。それによると本事故は、スライドを用いた警戒降機（「警戒降機」は、国として標準的な定義やガイドラインはなく、同社の規程で実施手順が定められているもので、「緊急脱出」では、最大限の迅速さが要求され、翼上非常口を含めた全て
の非常口の使用が考慮されるのに対し、「警戒降機」では、降機のペースを落とし、乗客の負傷を最小化させることとされており、翼上非常口は使用されない）中の乗客が、仰向けの姿勢でスライドを滑降したため、腰から着地して負傷したことにより発生したと認められる。スライドを仰向けの姿勢で滑降したことについては、滑降する姿勢を安全のしおり等により周知していなかったことが関与したと考えられる、とした。怪我の程度は、乗客1名が重傷（仙椎骨折）、乗客4名が軽傷（手の擦過傷、足の切り傷等）であった。。

### 日本航空687便
2023年（令和5年）1月7日9時51分頃、東京羽田発、宮崎行の日本航空687便（ボーイング737-800、JA307J）が宮崎空港着陸直前に激しく機体が動揺し、乗客1人が肋骨骨折の重傷を負った。11月18日に航空局より航空事故と認定され、運輸安全委員会は調査をしたところ、この事故は、同機がシートベルト着用サインを点灯したうえ積雲の雲頂をかすめたとき、機体の並進運動及び偏揺れによって水平加速度が変化したことで、同乗客の上半身が左側へ振られたため、左脇腹を座席の肘掛けに強打して負傷したものと推定される、とした。

### 日本航空585便
2023年（令和5年）7月12日午前9時35分頃、東京羽田発、函館行の日本航空585便（ボーイング767-300ER、JA614J）は、函館空港視界不良のため代替空港である新千歳空港へ向かうに当たり、着陸時に残存させる予備燃料が、社内規定量（30分間の飛行が可能な燃料量）を下回る可能性を考慮し、管制に対して緊急事態を宣言した。実際に着陸した時には5分間分不足し、25分間飛行が可能な量の燃料が残る結果となった。乗客乗員258人に怪我はなかった。翌13日に航空局より重大インシデントと認定され、運輸安全委員会で調査した結果、同機が、飛行計画上の目的地から代替飛行場までの飛行に必要な燃料の計算根拠となっていた滑走路（新千歳へ南側から最短経路で進入）とは異なる滑走路（実際には南風のため北側へ大回りして進入）に着陸する場合に必要な燃料が搭載されている、との考えの下で乗務員による燃料の管理が行われていたため、函館から新千歳に目的地を変更して飛行中、着陸時の残存燃料が規定を下回ることが判明し、緊急事態を宣言したものと推定される、とした。さらに、新千歳到着後乗務員より事象の報告を受けた同社担当者が、本件が重大インシデントに該当するとの認識には至らず、機材の継続使用は可能と判断した。この結果、同機はボイスレコーダーを取り卸すことなく運航が継続されたため、委員会が調査した際には当該飛行の音声データは上書き消去されていた、とした。

### 日本航空68便
現地時間2023年（令和5年）11月5日午前9時40分（日本時間6日午前2時40分）頃、成田発、シアトル行の日本航空68便（ボーイング767-300ER、JA619J）がシアトル・タコマ国際空港の3本の平行滑走路のうちターミナルから最も遠い滑走路16Rに着陸し、ターミナルに向かう途中で管制官から滑走路16C手前（中央の滑走路手前）で待機する様に指示されたのに対し、68便は指示を取り違えて滑走路16L手前（ターミナル側滑走路の手前）で待機すると復唱して、そのまま滑走路16Cを横断して滑走路16L手前まで走行し、管制官から滑走路16Cへの誤進入を指摘された。なお、復唱内容の誤りにつき管制官から指摘はなかった。乗員乗客185名は無事であった。

### 日本航空516便（羽田空港地上衝突事故）
2024年（令和6年）1月2日17時47分頃、新千歳発、東京羽田行の日本航空516便（エアバスA350-900、JA13XJ）が東京国際空港C滑走路34Rへの着陸直後に、新潟へ向け離陸しようとしていた海上保安庁羽田航空基地所属の「みずなぎ1号」（ボンバルディア DHC-8-Q300、MA722、JA722A)と衝突した。日航機側は乗客乗員379人全員が機内からの脱出に成功したが、脱出シューターの影響で10歳未満の男児ら14人がけがをした上、海保機側は乗員6人の内5人が死亡、唯一生還した機長も重傷を負った。本事故は両機ともに大破する事故となり、日航にとっては日本航空123便墜落事故以来38年5か月ぶりの機体全損事故となった。また東京国際空港はC滑走路が事故後数日間使用不能となり、年始の航空ダイヤに大幅な乱れが生じた。
本事故は同日のうちに航空局より航空事故認定され、運輸安全委員会で調査が進められている。2024年12月25日に運輸安全委員会が発表した中間報告によれば、前日に発生した能登半島地震の救援物資を運ぶ任務に就いていた海保機の機長は、新潟での荷下ろし後東京に戻った後の乗組員の帰宅方法についても考慮し、なるべく急ぎたいと考えていたところ、管制から離陸順位が1番目であることを通報する趣旨で「No.1, taxi to holding point C5（順位1番、停止位置は誘導路C5）」とC滑走路34R手前での待機と併せて伝えられていたこと、これに対し機長は正しく復唱したものの、その後「Runway 34R, line up and wait, you are No.1（C滑走路34Rに入って待機、離陸順位は1番）」と伝えられたと誤認、さらにこれは管制が、自機が救援物資を積んでいることに対しての配慮と解釈、加えて自機の故障に関するやりとりを羽田基地と行うなど業務の輻輳もあってほかの乗員からも誤認について指摘はなく、日航機が着陸進入中の滑走路へ進入した、と事実関係を明らかにした。

### 日本航空65便
現地時間2024年（令和6年）2月6日正午（日本時間7日午前5時）頃、サンディエゴ発、成田行の日本航空65便（ボーイング787-8、JA836J）が乗客を乗せて出発するに際し、管制から誘導路Bを経由して誘導路B8へ走行する様に指示されたのに対し、同機は誘導路B10へ移動し、さらに滑走路に対する停止線を越えたところで管制が誤りを指摘した。この時、着陸進入していた別の旅客機（シアトル発、サンディエゴ行のデルタ航空2287便（エアバスA220-300型機、N301DU））に対して管制官は着陸復行を指示し、デルタ機が復航して旋回している間に日航機は滑走路経由で誘導路に退避した。海外でミスが相次いだ事から国土交通省は13日に抜き打ち検査を実施した。

### 日本航空774便
2024年（令和6年）4月1日15時30分頃、メルボルン発、成田行の日本航空774便（ボーイング787-8、JA843J）が成田空港への接近中に大きな揺れに遭遇し、客室乗務員4人が負傷した。うち1人の骨折（右下腿骨折）が判明した事から、航空局は翌2日、航空事故に認定した。残り3人も捻挫と診断された。運輸安全委員会で調査が進められている。

### 日本航空694便
2024年（令和6年）4月3日14時30分頃、宮崎発、東京羽田行の日本航空694便（ボーイング737-800、JA308J）が宮崎空港を離陸して上昇していた際、2度雷を受けた後に機内から煙のような臭いが発生したため、大阪関西に目的地を変更した。乗客乗員113人が搭乗していたが負傷者はなかった。

### 日本航空521便
2024年（令和6年）4月18日16時50分頃、東京羽田発、新千歳行の日本航空521便（エアバスA350-900、JA02XJ）が北海道函館市東方30キロの上空で無線機が故障し、管制との交信が不可能になった。同機は直ちに通信機故障（NORDO）を示す「スコーク7600」を発信。管制側は光の色で指示を出す専用の装置を使用し誘導、当該機は17時半頃に新千歳空港に着陸した。当該機には乗客乗員218人が搭乗していたが、負傷者はなかった。

### 日本航空312便
2024年（令和6年）5月10日正午過ぎ、福岡発、東京羽田行の日本航空312便（ボーイング787-8、JA847J）が、出発前に滑走路手前の停止線を誤って越えた。この時、福岡発、松山行の日本航空3595便（ジェイエア運航、エンブラエルERJ-170STD、JA214J）が、離陸のためこの滑走路を100㎞/hで滑走していたが、この事象に気付いた管制官が両機に停止を指示し、ジェイエア機が急ブレーキを掛け日航機の数百m手前で停止して離陸を中止し、衝突は免れた。

### 日本航空503便、505便
2024年（令和6年）5月23日7時28分頃、ともに東京羽田発、新千歳行で出発前の日本航空503便（エアバスA350-900、JA02XJ）と日本航空505便（エアバスA350-900、JA09XJ）の翼端同士が接触した。乗客乗員ともに負傷はなかった。また、この事例発生後、相次いでトラブルが発生している日本航空に対し国土交通省は「厳重注意」を行っている。

### 日本航空22便
2024年（令和6年）9月4日19時頃、北京発、東京羽田行の日本航空22便（ボーイング787-9、JA863J）が韓国・ソウルの東約200キロを飛行中に突如大きな横揺れが発生した。この揺れにより客室乗務員1名が座席に脇腹を強打し肋骨を骨折する重傷を負った。当時シートベルトサインは消灯していた。同機は飛行を継続し、20時22分東京国際空港に着陸した。翌5日に航空局より航空事故と認定され、運輸安全委員会で調査が進められている。

### スプリング・ジャパン407便
2024年（令和6年）11月28日0時ちょうど頃、成田発、新千歳行のスプリング・ジャパン407便（エアバスA321-200(P2F)、JA82YA）が新千歳空港への着陸許可を受け滑走路に進入中、工事車両が同滑走路に進入した。同機は安全を確認しそのまま着陸した。翌29日に航空局は重大インシデントに認定、運輸安全委員会で調査が進められている。

### 日本航空68便
現地時間2025年（令和7年）2月6日午前10時10分（日本時間7日午前3時10分）頃、成田発、シアトル行の日本航空68便（ボーイングB787-9、JA868J)がシアトル・タコマ国際空港到着後地上を走行中、駐機していたデルタ航空1921便（ボーイング737-800、N3737C）の垂直尾翼と接触した。けが人は出なかったが、米国国家運輸安全委員会（NTSB）は航空事故に認定した。

### 日本航空377便
2025年（令和7年）4月7日7時10分頃、東京羽田発、北九州行の日本航空377便（ボーイング737-800、JA322J）が東京国際空港離陸のためD滑走路を滑走を開始したが、この時、滑走路の真ん中を示す「中心線灯」（白色）ではなく、中心線から30ｍ離れた滑走路左端の「滑走路灯」（白色）付近を滑走していた。時速90km/hから130km/hに加速した後、左へのずれに気付いた機長らは離陸中断を決めて機体を滑走路の中心に移したが、停止するまでに誘導路D3脇にある長さ約70cmの「誘導路灯」（青色）に接触し、破損させた。怪我人はいなかった。D滑走路では3月から中心線灯の一部を順次消して補修工事をしており、航空関係者にも通知されていた。7日夜には手前側のD2付近が消灯し、D3から先は通常通り点灯していた。機長らは聞き取りに「普段より（中心線灯が）暗く感じていた。正面やや左に（誘導路灯の）青いライトが見えて、（機体が）ずいぶん左に寄っていると気付いた」と話したという。